# Liste des tournées de Beyoncé
 (décembre 2018).
Si vous disposez d'ouvrages ou d'articles de référence ou si vous connaissez des sites web de qualité traitant du thème abordé ici, merci de compléter l'article en donnant les références utiles à sa vérifiabilité et en les liant à la section « Notes et références ».
Beyoncé est une chanteuse de R'n'B, auteure-compositrice, productrice de musique, actrice et mannequin américaine. Sa première tournée de concerts était en Europe, où elle a fait plus de 9 spectacles en 2003. L'année suivante, elle embarque sur sa première tournée en Amérique de Nord, Verizon Ladies First Tour, faisant 25 spectacles avec Alicia Keys, Missy Elliott et Tamia. En 2007 elle embarque sur la tournée The Beyoncé Experience, faisant au total 97 spectacles qui s'est avéré être l'une des tournées les plus réussis de cette année.
En 2009-2010, elle commence le I Am… Tour, avec ses 105 spectacles dans 6 différents continents. La tournée est plus tard raccordé avec le I Am... Yours à Las Vegas où elle fait des spectacles plus intimes avec le public pour créer une revue de spectacle.
Elle sort son album Everything Is Love en collaboration avec Jay Z durant sa tournées du On The Run Tour II.

## Tournées
| Année | Nom                             | Durée de la tournée                | Nombre de concerts |
| --- | ------------------------------- | ---------------------------------- | ------------------ |
| 2003 | Dangerously in Love World Tour  | 3 novembre 2003 – 19 novembre 2003 | 9                  |
| Sa première tournée a commencé le 3 novembre 2003 à Manchester au Royaume-Uni. Durant les concerts de 2003, Beyoncé chante chaque chanson de son premier album avec un DC Medley de son précédent groupe. La tournée a été élargie dans le Verizon Ladies First Tour. La programmation inclut non seulement le matériel de Dangerously in Love, mais contient également une partie spéciale de son spectacle dédicacée à son groupe d'autrefois Destiny's Child. Ce concert contient également des chansons du film de Beyoncé de 2003 The Fighting Temptations (Fever et Summertime). |                                 |                                    |                    |
| 2004 | Verizon Ladies First Tour       | 12 mars 2004 – 19 avril 2004       | 25                 |
| La tournée contient les chanteuses américaines de R'n'B-soul Beyoncé et Alicia Keys et la rappeuse américaine Missy Elliott, avec la chanteuse canadienne Tamia en tant qu'invité sur la tournée. Le spectacle a tourné autour des États-Unis et est co-sponsorisée par Steve Madden et L'Oréal. |                                 |                                    |                    |
| 2007 | The Beyoncé Experience          | 10 avril 2007 – 30 décembre 2007   | 97                 |
| La tournée contient le groupe de tournée entièrement féminin sous le nom de Suga Mama. Un DVD du The Beyoncé Experience Tour, qui a commence le 10 avril 2006 et a fini le 12 novembre 2007 a été tourné. Il inclut le spectacle du 2 septembre au Staples Center à Los Angeles en Californie parce que c'était deux jours avec le 26e anniversaire de Beyoncé. Il est sorti le 20 novembre 2007. |                                 |                                    |                    |
| 2009-2010 | I Am... World Tour              | 26 mars 2009 – 18 février 2010     | 105                |
| La troisième tournée de Beyoncé, en support à son troisième album studio, I Am... Sasha Fierce. La tournée visite l'Amérique, l'Europe, l'Asie, l'Afrique, et l'Australie,. |                                 |                                    |                    |
| 2013 | The Mrs. Carter Show World Tour | 15 avril 2013 - 3 août 2013        | 132                |
| N/A |                                 |                                    |                    |
| 2014 | On the Run Tour avec Jay-Z      | 25 juin 2014 - 13 septembre 2014   | 21                 |
| N/A |                                 |                                    |                    |
| 2016 | The Formation World Tour        | 27 avril 2016 - 7 octobre 2016     | 49                 |
| N/A |                                 |                                    |                    |
| 2018 | On the Run II Tour avec Jay-Z   | 6 juin 2018 - 4 octobre 2018       | 48                 |
| N/A |                                 |                                    |                    |
| 2023 | Renaissance World Tour          | 10 mai 2023 - 1er octobre 2023     | 56                 |
| N/A |                                 |                                    |                    |
| 2025 | Cowboy Carter Tour              | 28 avril 2025 - 26 juillet 2025    | 32                 |
| N/A |                                 |                                    |                    |

## Tournées promotionnelles
| Année | Titre         | Album soutenu        | Programmation |
| ----- | ------------- | -------------------- | --- |
| 2009  | I Am... Yours | I Am... Sasha Fierce | Hello, Halo, Irreplaceable, Sweet Dreams/Dangerously In Love 2/Sweet Love(Medley), If I Were a Boy, Scared of Lonely, That's Why You're Beautiful, Satellites, Resentment, Déjà Vu, I Wanna Be Where You Are, Destiny's Child Medley, '03 Bonnie & Clyde, Work It Out, Crazy in Love, Naughty Girl, Get Me Bodied, Single Ladies (Put a Ring on It), Finale |

## Concerts de charité
| Année | Titre | Programmation            |
| ----- | ----- | ------------------------ |
| 2003  | 46664 | World Prayer (avec Bono) |

## Performances live notables
| Année | Titre                                                      | Genre    | Programmation  |
| ----- | ---------------------------------------------------------- | -------- | -------------- |
| 2008  | Stand Up To Cancer                                         | Téléthon | Just Stand Up! |
| 2010  | Hope for Haiti Now: A Global Benefit for Earthquake Relief | Téléthon | Halo           |

## Vidéo de concerts sorties
| Année | Titre                                                                                                 | Meilleur classement | Meilleur classement | Meilleur classement | Meilleur classement | Meilleur classement | Meilleur classement | Meilleur classement | Meilleur classement | Meilleur classement | Certifications                   | Tournée supporté         |
| Année | Titre                                                                                                 | USA                 | R-U                 | CAN                 | AUS                 | ALL                 | FRA                 | ITA                 | JPN                 | P-B                 | Certifications                   | Tournée supporté         |
| ----- | --- | ------------------- | ------------------- | ------------------- | ------------------- | ------------------- | ------------------- | ------------------- | ------------------- | ------------------- | -------------------------------- | ------------------------ |
| 2004  | Live at Wembley - Sortie: 27 avril 2004 - Formats: CD/DVD                                             | 17                  | 2                   | 5                   | 7                   | 59                  | 9                   | 5                   | 8                   | —                   | - RIAA: double disque de platine | Dangerously In Love Tour |
| 2006  | Beyoncé The Ultimate Performer - Sortie: 24 novembre 2006 - Formats: DVD                              | —                   | —                   | —                   | —                   | —                   | —                   | —                   | —                   | —                   |                                  | The Beyoncé Experience   |
| 2007  | The Beyoncé Experience Live - Released: 20 novembre 2007 - Formats: DVD                               | 2                   | 14                  | —                   | 8                   | —                   | 9                   | 9                   | 9                   | 2                   | - RIAA:triple disque de platine  | The Beyoncé Experience   |
| 2009  | I Am... Yours: An Intimate Performance at Wynn Las Vegas - Sortie: 24 novembre 2009 - Formats: CD/DVD | 1                   | —                   | —                   | 15                  | —                   | —                   | —                   | 66                  | 4                   | - RIAA: double disque de platine | I Am... Yours            |